# Nowoslobidka
Nowoslobidka (ukrainisch Новослобідка) ist ein ursprünglich von deutschsprachigen Mennoniten besiedeltes Dorf in der Oblast Saporischschja.

## Geschichte
Rosengart wurde 1824 eines der letzten Dörfer der Kolonie Chortitza angelegt. Das Dorf erstreckte sich entlang des Flusses Mittlere Chortitza (Serednya Khortytsya). Hier ließen sich 22 Familien aus verschiedenen andren Dörfern der Kolonie Chortizta nieder. Es gab eine Dorfschule. Das Dorf wurde recht wohlhabend und hatte stattliche Höfe. Hier wurde örtlicher Kalkstein abgebaut und verkauft, auch gab es eine Windmühle, eine Ziegelfabrik und einen Laden. Das Dorf bekam in der Nähe einen Bahnanschluss.
Bis 1938 war Deutsch Unterrichtssprache, danach Russisch. Deutsch wurde ab der 5. Klasse als Fremdsprache gelehrt. I
Der 1928 gegründete Kolchose bewirtschaftete 1426 ha. Die relativ frühe Kollektivierung führte dazu, dass das Dorf als Beispiel für diesen Prozess genutzt wurde. Deshalb gab es hier keine „Entkulakisierung“ in größerem Umfang. Nur eine Familie, die sich der Kollektivierung verweigerte, wurde 1931 hinter den Ural verbannt, wo sie umgekommen ist. Am 11. Oktober 1941 wurden die fliehenden Dorfbewohner von der Wehrmacht überholt und kehrten mit dem Vieh in den Ort zurück.
Heute wird das ehemalige Rosengart oft besucht, um die örtliche deutsch-mennonitische Geschichte zu erkunden.

## Ehemalige Dorfschule
Das Gebäude der Dorfschule ist heute erhalten und ähnelt mit Backsteinmauern und überwölbten Giebelfenstern den Wohnhäusern. Die Fenster sind mit dekorativen Ziegeln eingerahmt. Heute ist das Gebäude Klinik und Dorfbibliothek. Darüber hinaus sind einige wenige Mennonitenbauten mit überwölbten Giebelfenstern, dekorativen Einfassungen und Fensterläden im Erdgeschoss erhalten.